# Crepidium brevidentatum
Crepidium brevidentatum är en orkidéart som först beskrevs av Charles Schweinfurth, och fick sitt nu gällande namn av Mark Alwin Clements och David Lloyd Jones. Crepidium brevidentatum ingår i släktet Crepidium, och familjen orkidéer.
Artens utbredningsområde är Fiji. Inga underarter finns listade i Catalogue of Life.